# Comià
Comià és un edifici d'Alpens (Lluçanès) inclòs a l'Inventari del Patrimoni Arquitectònic de Catalunya.

## Descripció
Es tracta d'una casa de planta rectangular allargada i teulat a doble vessant, lateral a la façana de la porta principal. Els murs estan fets amb pedres irregulars i morter i parcialment arrebossats amb ciment per tal de reforçar.
En un dels laterals de la casa hi ha un avancer de nova construcció fet de maons, i voltant la casa hi ha diverses construccions annexes que havien estat corts o pallers.

## Història
L'actual edifici és una construcció del segle xviii modificada, però és fruit de la transformació d'un mas documentat abans del segle xiv.